# Liste der Kellergassen in Perschling
Die Liste der Kellergassen in Perschling führt die Kellergassen in der niederösterreichischen Gemeinde Perschling an.
| Foto |                 | Kellergasse | Standort                                     | Beschreibung |
| ---- | --------------- | ----------- | -------------------------------------------- | --- |
| ja   | Datei hochladen |             | KG: Haselbach Standort                       | Eine 40 Meter lange beidseitige Kellergasse, ursprünglich aus 7 Kellern bestehend, befindet sich in einem Hohlweg westlich knapp außerhalb des Dorfs. Ein weiterer Keller liegt sich 50 Meter östlich davon zwischen zwei Bauernhöfen. |
| ja   | Datei hochladen |             | KG: Langmannersdorf Standort                 | Die langgezogene einseitige Einzelkellergasse liegt an einer Geländekante westlich des Orts. Sie besteht aus 61 Gebäuden auf 850 Metern Länge, mehrheitlich traufständige Keller. Die älteste Datierung stammt von 1881.               |
| ja   | Datei hochladen |             | KG: Weißenkirchen an der Perschling Standort | Die einseitige Einzelkellergasse liegt an einer Geländekante an der Hauptstraße mitten im Ort. Sie besteht aus 19 Gebäuden auf 200 Metern Länge, mehrheitlich traufständige Keller.                                                    |

| Foto:                    | Fotografie der Kellergasse (Gesamtheit). Klicken des Fotos erzeugt eine vergrößerte Ansicht. Daneben finden sich zwei Symbole: \| Weitere Bilder vorhanden \| Das Symbol bedeutet, dass weitere Fotos des Objekts verfügbar sind. Durch Klicken des Symbols werden sie angezeigt. \| \| Eigenes Foto hochladen \| Durch Klicken des Symbols können weitere Fotos des Objekts in das Medienarchiv Wikimedia Commons hochgeladen werden. \| |
| Name:                    | Bezeichnung der Kellergasse |
| Standort:                | Es ist die Katastralgemeinde (KG) angegeben. Durch Aufruf des Links Standort wird die Lage der Kellergasse in verschiedenen Kartenprojekten angezeigt. |
| Beschreibung             | Kurze Beschreibung der Kellergasse |
| Weitere Bilder vorhanden | Das Symbol bedeutet, dass weitere Fotos des Objekts verfügbar sind. Durch Klicken des Symbols werden sie angezeigt. |
| Eigenes Foto hochladen   | Durch Klicken des Symbols können weitere Fotos des Objekts in das Medienarchiv Wikimedia Commons hochgeladen werden. |